# Дом Лобкова на Софийской набережной
Дом купца Лобкова — особняк в центре Москвы (Софийская набережная, дом 22). Построен около 1816 года в стиле ампир. Перестраивался в 2003 году с надстройкой мансардного этажа. Дом Лобкова имеет статус объекта культурного наследия федерального значения.

## История
Дом купца Ивана Лобкова был построен около 1816 года в ампирном стиле на основе более старого здания, предположительно, сгоревшего во время пожара 1812 года. По сведениям 1826 года, дом принадлежал купчихе Находкиной. В 1849—1918 годах особняком владели купцы Верёвкины.
В середине XIX века со стороны двора к дому пристроили двухэтажную галерею со скруглённым углом. После реконструкции 1914 года фасад украсили декоративные элементы в стиле неоклассицизм.
В конце XIX — начале XX века на первом этаже размещалась редакция газеты «Неделя». После Октябрьской революции здание было национализировано и там разместились коммунальные квартиры, а позднее — различные учреждения. В 1970-х годах проводилась реконструкция, в ходе которой в стены были изменены интерьеры, а в стены вмонтировали металлический каркас.
К началу XXI века дом находится в долгосрочной аренде у фирмы «Элади» и был в аварийном состоянии. В 2002—2003 годах он был перестроен по методу «сохранения фасадной стены»: перекрытия и задняя стена были снесены, надстроен мансардный этаж.

## Архитектура
Двухэтажный особняк относится к стилю ампир, однако имеет несколько тяжеловесные пропорции. В его оформлении использованы декоративные элементы, характерные для послепожарных построек: венки, картуши, львиные маски, рельефные панно. Центральная часть фасада выделена пилястрами дорического ордера с фронтоном.